# Open Internacional de Valencia 2025
Il BBVA Open Internacional de Valencia 2025 è stato un torneo di tennis giocato sul terra rossa. È stata la 5ª edizione del torneo, facente parte della categoria WTA 125 nell'ambito del WTA Challenger Tour 2025. Si è giocato al Valencia Tennis Club di Valencia in Spagna dal 9 al 15 giugno 2025.

## Partecipanti al singolare

### Teste di serie
| Nazionalità | Giocatrice                  | Ranking* | Testa di serie |
| ----------- | --------------------------- | -------- | -------------- |
| Argentina   | Solana Sierra               | 110      | 1              |
| Spagna      | Nuria Párrizas Díaz         | 114      | 2              |
| Lettonia    | Darja Semeņistaja           | 124      | 3              |
| Argentina   | María Carlé                 | 127      | 4              |
| Cina        | Wang Xiyu                   | 139      | 5              |
| Cina        | Gao Xinyu                   | 145      | 6              |
| Andorra     | Victoria Jiménez Kasintseva | 146      | 7              |
|             | Oksana Selechmet'eva        | 147      | 8              |
| Germania    | Tamara Korpatsch            | 148      | 9              |

* Ranking al 26 maggio 2025.

### Altre partecipanti
Le seguenti giocatrici hanno ricevuto una wildcard per il tabellone principale:
- Charo Esquiva Bañuls
- Alina Korneeva
- Carlota Martínez Cirez
- Kaitlin Quevedo

Le seguenti giocatrici sono passate dalle qualificazioni:
- Alina Čaraeva
- Ariana Geerlings
- Ekaterina Kazionova
- Ane Mintegi del Olmo

Le seguenti giocatrici sono entrate in tabellone come lucky loser:
- Ángela Fita Boluda
- Ekaterine Gorgodze

### Ritiri
Prima del torneo
- Victoria Jiménez Kasintseva → sostituita da  Ángela Fita Boluda
- Patricia Maria Țig → sostituita da  Ekaterine Gorgodze

## Partecipanti al doppio

### Teste di serie
| Nazione     | Giocatrice      | Nazione | Giocatrice      | Ranking* | Testa di serie |
| ----------- | --------------- | ------- | --------------- | -------- | -------------- |
|             | Marija Kozyreva |         | Iryna Šymanovič | 225      | 1              |
| Stati Uniti | Makenna Jones   | Brasile | Laura Pigossi   | 307      | 2              |

* Ranking al 26 maggio 2025.

### Altre partecipanti
La seguente coppia di giocatrici ha ricevuto una wild card per il tabellone principale:
- Alina Korneeva /  Solana Sierra

La seguente coppia di giocatrici è subentrata in tabellone come alternate:
- Alevtina Ibragimova /  Anita Wagner

### Ritiri
Prima del torneo
- Darja Semeņistaja /  Anastasija Soboljeva → sostituite da  Alevtina Ibragimova /  Anita Wagner

## Campionesse

### Singolare
Nuria Párrizas Díaz ha sconfitto in finale  Louisa Chirico con il punteggio di 7-5, 7-6(9).

### Doppio
Marija Kozyreva /  Iryna Šymanovič hanno sconfitto in finale  Yvonne Cavallé Reimers /  Ángela Fita Boluda con il punteggio di 6-3, 6-4.